# 王薇 (香港)
王薇（英語：Yoko Wong Mei，1974年10月8日—），前香港藝人。1993年亞洲小姐競選亞軍。
1990年，王薇以16歲之齡報名參加亞洲電視舉辦的香港美少女大賽，未奪名次。三年後她再參選亞洲小姐競選，順利入圍準決賽成為18位候選佳麗之一，並於準決賽當晚得到第二名， 成功晉身決賽十強。王薇於決賽選擇入亞軍組成為挑戰亞軍頭銜的三位候選佳麗之一，最後成功摘下名次。
2008年後，王薇隨著亞視減少拍攝劇集而逐漸淡出娛樂圈，她也是極少數只曾效力亞洲電視而從未過檔無線的女演員。

## 作品列表

### 電視劇（亞洲電視）
- 1990年 Q表姐 饰 柴艷娜同學
- 1993年 中國教父2之再起風雲
- 1994年 洪熙官 飾 鄭鈴兒
- 1994年 碧血青天珍珠旗 飾 杜秋娘
- 1994年 城中姐妹花2之子夜情人
- 1994年 一屋兩鬼三人行（又名《再續隔世情》）飾 榮靖文
- 1995年 美夢成真飾 陳菁菁/方林林
- 1995年 有房出租之安魂曲
- 1995年 包青天之鍘艷娘 飾 周艷紅
- 1995年 包青天之雌雄大盜
- 1995年 殭屍道長 飾 任婉貞
- 1996年 飄零燕 飾 李亞冬
- 1995年 悲情都市
- 1996年 誰是兇手之碎屍
- 1996年 真相之暗殺風暴
- 1996年 殭屍道長II
- 1996年 坊間故事
- 1996年 親親，親人 飾 譚琪琪（T.K）
- 1997年 劍嘯江湖 飾 千惠子
- 1997年 等著你回來 飾 九如
- 1997年 國際刑警1997 飾 何靖幗
- 1997年 97變色龍 飾 馮曉桐
- 1997年 著數一族 飾 何燕
- 1998年 流氓·律師 飾 伍小欣
- 1998年 我來自廣州 飾 方小宇
- 1999年 縱橫四海 飾 白宴（青年）
- 1998年 肥貓正傳II 飾 梁婉珊
- 1999年 英雄之廣東十虎 飾 向海雪
- 1999年 南海十三郎 飾 梅仙
- 1999年 我和殭屍有個約會II 飾 白狐
- 2000年 世紀之戰 飾 Jackie
- 2000年 與狼共枕 飾 周雪兒
- 2001年 非常好警
- 2002年 親子情未了
- 2002年 搶槓夫妻
- 2002年 吉祥任務 飾 石昭昭
- 2002年 暴風型警 飾 趙麗菁
- 2003年 萬家燈火 飾 榮小煒
- 2004年 媽媽我真的愛你 飾 趙笑梅
- 2004年 異世驚情夢 飾 錦瑟/周詠儀
- 2005年 爸爸向前走 飾 劉慧薇
- 2005年 危險人物·滾油殺夫 飾 阿萍
- 2006年 香港奇案實錄·五屍離奇命案 飾 歐曉華

## 綜藝節目/表演
- 1993年 亞視中山慈善夜
- 1994年 廣州乜都有
- 1995年 帶你游中國
- 1995年 這個台慶乜都有
- 1995年 潮汕繽紛匯香江
- 1996年 港穗攜手創明天
- 1996年 廣州慈善之光晚會
- 1997年 一個台慶頒獎典禮
- 1997年 汕頭熱鬧真精彩
- 1997年 跑馬地萬眾同心大匯演
- 1998年 活力動感屯門節
- 1998年 一九九八亞洲小姐競選
- 2000年 恭喜發財年初一
- 2000年 水井坊
- 2000年 西北開發之旅
- 2000年 騰飛在金秋
- 2000年 新華旅遊反斗大派對之泰國
- 2001年 尋找隱世醫術
- 2002年 萬水千山總是情
- 2002年 喜氣洋洋
- 2002年 重慶電視週
- 2003年 喜慶羊羊滿萬家
- 2003年 529星光薈萃賀台慶
- 2004年 金猴賀歲迎新春
- 2013年 亞姐百人
- 2018年 我是過來人之南北一家親